# Colección Frick
La Colección Frick es un museo de arte de Manhattan, Nueva York, Estados Unidos, creado gracias al magnate del acero Henry Clay Frick (1849-1919). 
El Frick es uno de los museos "pequeños" más destacados de los Estados Unidos, con una colección de cuadros de antiguos maestros de gran calidad, albergada en 19 galerías dentro de la antigua mansión. Recibe anualmente entre 275.000 y 300.000 visitas. 
Inspirado en otras colecciones particulares de similar escala, como la Wallace de Londres, Frick conformó su repertorio a lo largo de cuatro decenios y en 1913-1914 construyó para albergarlo una suntuosa mansión, diseñada por Thomas Hastings, cuyo coste -sumando la compra de los terrenos- alcanzó los 5 millones de dólares, cifra astronómica para aquella época. A su muerte Frick legó, para la creación de un museo, su residencia neoyorquina, una formidable colección de arte (que sumaba 137 pinturas, entre otros objetos) y una dotación económica de 15 millones de dólares. Las pinturas de muchas galerías están aún colocadas según el diseño de Frick, aunque ha habido otras compras posteriores a lo largo de los años, buscando correspondencia con la estética de la colección. Este magnate eligió preferentemente retratos y paisajes, ya que prefería rodearse de temas relajantes.
Por obras de renovación, la sede histórica de la Colección Frick cerró en marzo de 2021, y una selección de sus obras más importantes se expuso en 945 Madison Avenue, en un edificio de estilo brutalista diseñado por Marcel Breuer. El museo ya remodelado reabrió sus puertas en abril de 2025.

## Historia
Henry Frick inició su importante colección de arte tan pronto como comenzó a acumular su fortuna. Una parte considerable de su colección de arte se encuentra en su antigua residencia "Clayton" en Pittsburgh, que hoy forma parte del Frick Art & Historical Center. Otra parte fue donada por su hija y heredera Helen al Frick Fine Arts Building, que se encuentra en el campus de la Universidad de Pittsburgh.
La familia no se mudó permanentemente de Pittsburgh a Nueva York hasta 1905. Inicialmente, Henry Frick alquiló la casa Vanderbilt en el 640 Fifth Avenue, a la que trasladó una cantidad sustancial de su colección. Encargó la construcción de su residencia permanente entre 1912 y 1914 a Thomas Hastings, de la firma Carrère and Hastings. Frick residió en la flamante mansión unos pocos años, pues falleció en 1919. Dejó en su testamento la casa y todo su contenido, incluyendo su colección de arte, muebles y objetos decorativos, como un museo público. Su viuda, Adelaide Howard Childs Frick, sin embargo, conservó el derecho de residencia y continuó viviendo en la mansión con su hija Helen. Después de que Adelaide Frick muriera en 1931, comenzó la conversión de la casa en un museo público.
John Russell Pope alteró y amplió el edificio a principios de la década de 1930 para adaptarlo a su uso como institución pública. Se abrió al público el 16 de diciembre de 1935. Con el paso de los años, se han desarrollado diversas actuaciones sobre la arquitectura y el paisaje del entorno del museo, incluida la colocación del destacado jardín de magnolias de la década de 1930. Tal como declaran los anuncios del museo: "Como resultado de una decisión de la Junta de Fideicomisarios, en 1939 se seleccionaron tres magnolias para el jardín de la Quinta Avenida. Los dos árboles en el nivel inferior son Saucer Magnolias (Magnolia × soulangeana) y la especie del árbol del nivel superior, junto al mástil de la bandera, es una magnolia estrellada (Magnolia stellata)".

## Colección
El Frick es uno de los pequeños museos de arte más destacados de los Estados Unidos, con una colección de pinturas de antiguos maestros de alta calidad y muebles finos alojados en diecinueve galerías de diferentes tamaños dentro de la antigua residencia. Frick tenía la intención de que la mansión se convirtiera en un museo, y algunas de las pinturas aún están ordenadas según el diseño de Frick. Además de su colección permanente, la Colección Frick siempre ha organizado pequeñas exposiciones temáticas temporales.
Este museo conserva algunas de las obras más conocidas de varios maestros de la pintura europea. También tiene dibujos y grabados, muebles desde el Renacimiento hasta el siglo XIX, esculturas en bronce (como el Retrato del Gran Duque de Alba por Jacques Jonghelinck ), objetos de plata de los siglos XVIII y XIX, relojes, porcelanas, esmaltes de Limoges, medallas y alfombras orientales. Sobresalen entre sus piezas de mobiliario francés del siglo XVIII cinco ejemplos del ebanista Jean-Henri Riesener, de los cuales dos (una cómoda y un secreter) pertenecieron a la reina María Antonieta.
En la colección se encuentran varias pinturas de renombre mundial, como Felipe IV en Fraga de Velázquez, Autorretrato con bastón y El jinete polaco de Rembrandt, tres de las escasas pinturas de Johannes Vermeer (incluyendo Señora y doncella, última compra del magnate Frick antes de fallecer), el Retrato de Tomás Moro de Holbein, San Francisco en éxtasis de Giovanni Bellini, San Juan Evangelista de Piero della Francesca, dos famosas pinturas de El Greco (Retrato de Vincenzo Anastagi y San Jerónimo como cardenal), dos pinturas de Jacob van Ruisdael que incluyen el Dam de Ámsterdam, y el célebre Retrato de la condesa de Haussonville de Ingres. La magistral serie de grandes lienzos decorativos de Jean-Honoré Fragonard El progreso del amor se exhibe en una sala expresamente diseñada, ambientada en el siglo XVIII.
Otros maestros representados son: Cimabue, Duccio, Lazzaro Bastiani, Gentile Bellini (Retrato del dux veneciano Giovanni Mocenigo), Tiziano, Veronés (dos grandes alegorías procedentes de la Colección Orleans), Bronzino, Jan van Eyck, Hans Memling, Pieter Brueghel el Viejo (Los tres soldados), Van Dyck, Murillo (Autorretrato), y autores de los siglos XVIII y XIX como François Boucher, Jean-Etienne Liotard, Antoine Coysevox, François Girardon, Giambattista Tiepolo, Goya (La forja, Retrato del duque de Osuna), Thomas Gainsborough, Constable (el famoso paisaje El caballo blanco), Turner (El puerto de Dieppe), Whistler, Manet, Monet, Degas y Renoir.
La colección de dibujos incluye ejemplos de Pisanello, Albrecht Altdorfer, Rubens, Claudio de Lorena, Rembrandt, Ingres, Francisco de Goya...

## Condiciones estrictas
Desde la muerte de Frick en 1919, la colección se ha expandido significativamente, con un tercio de sus obras de arte sumadas desde entonces mediante compra o donación, entre las que se cuentan más de cincuenta pinturas. Entre las últimas incorporaciones destacan un Autorretrato de Murillo, donado en 2014 por la nuera del magnate Frick, y la Colección Schrer de medallas de retratos (unas 450, desde Pisanello hasta el siglo XIX) recibida en donación en 2016. 
Las piezas añadidas desde 1919 entrañan especial importancia en el funcionamiento del museo, pues se pueden prestar a otras instituciones y ello propicia el intercambio de obras para exposiciones temporales. En su testamento el magnate Frick impuso la condición de mantener su colección unida, sin prestar ninguna obra a otros lugares. Las obras incorporadas a partir de 1919 son ajenas a la donación fundacional del magnate Frick, por lo cual no están sujetas a dicha condición. Gracias a ello, el museo ha podido prestar obras a diversas muestras, y en 2015 envió un conjunto de 36 piezas al Mauritshuis de La Haya en respuesta a otro generoso préstamo que dicho museo había efectuado previamente.
La clausura temporal de la sede del museo en 2021-2024, por obras de reforma, ha flexibilizado la política de préstamo de obras, y así en 2023 el Museo del Prado de Madrid logró exponer por unos meses las nueve mejores pinturas de Escuela española de la Frick (de El Greco, Velázquez, Murillo y Goya), en una ocasión excepcional .

## Ampliaciones
El edificio originalmente edificado por el magnate Frick sufrió dos ampliaciones, en 1977 y 2011. Una de estas intervenciones dotó al museo de un patio con columnas y techo acristalado, animado por una fuente y plantas, que se ha convertido en uno de los espacios más distintivos del conjunto.
En 2014 se anunció otra expansión, pero la nueva edificación implicaba eliminar una parcela de jardín y ello motivó quejas en el vecindario, por lo cual el proyecto quedó suspendido, y se dijo que se estaban considerando otras opciones. Según un vídeo colgado en la web Youtube, los responsables del museo barajaban reutilizar varios despachos de uso interno como salas de exhibición, principalmente para piezas de pequeño formato como porcelanas y esmaltes. Estas salas habían sido previamente los dormitorios y estancias privadas de la familia Frick, y perdieron gran parte de su decoración original cuando el museo fue abierto.
Finalmente, las obras de reforma se iniciaron en 2021: la sede habitual de la Colección Frick fue cerrada al público, y una selección de sus mejores obras se reubicó en el edificio 945 Madison Avenue, diseñado por Marcel Breuer y que en su primera etapa había albergado el Whitney Museum of Art. Se estimó que la estancia del fondo Frick en este edificio de estética brutalista duraría dos años, pero el plazo se alargó, y el museo se reabrió ya renovado en abril de 2025.
La Colección Frick supervisa también la biblioteca Frick Art Reference Library.

## Principales artistas incluidos

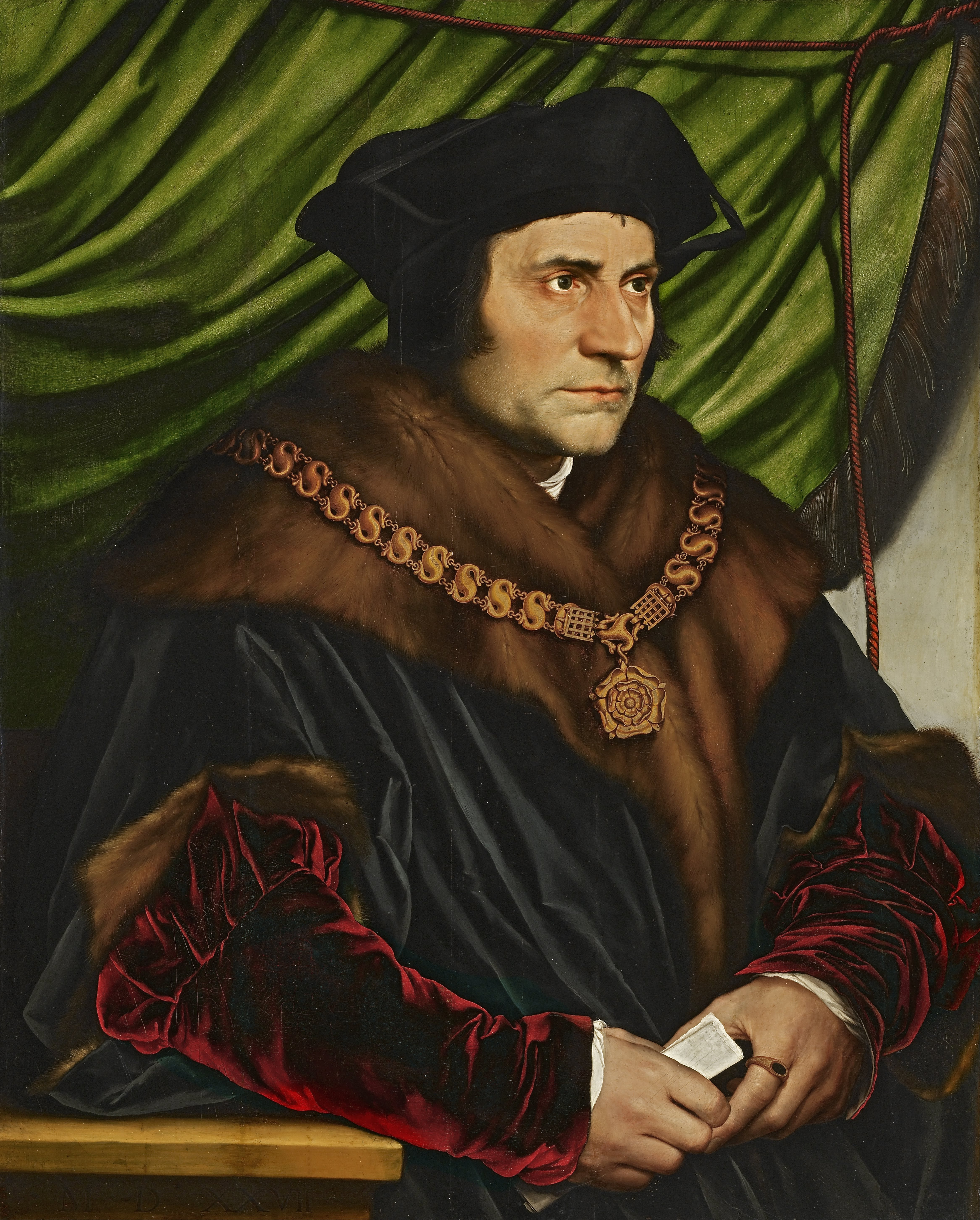
Retrato de Tomás Moro, de Holbein, una de las obras más destacadas de la Colección Frick.

- Giovanni Bellini (San Francisco en éxtasis)
- François Boucher (lienzos de Las cuatro estaciones)
- John Constable (Paisaje con caballo blanco)
- Jean-Baptiste Camille Corot
- Duccio (Cristo expulsando a Lucifer)
- Jean-Honoré Fragonard
- Thomas Gainsborough (El parque de Saint James y cinco retratos)
- El Greco (Retrato de Vincenzo Anastagi y San Jerónimo como cardenal)
- Francisco Goya (La forja, Retrato del duque de Osuna, etc.)
- Frans Hals (Retrato de un anciano)
- Hans Holbein el Joven (Retrato de Tomás Moro, Retrato de Thomas Cromwell)
- Rembrandt (Autorretrato con bastón y El jinete polaco)
- Jacob Ruysdael
- Tiziano (Retrato de hombre con gorro, Retrato de Pietro Aretino)
- Paolo Veronese (Alegoría de la sabiduría y la fuerza, Alegoría del vicio y la virtud)
- J. M. W. Turner
- Anthony van Dyck (una pareja de retratos del pintor Frans Snyders y su esposa)
- Diego Velázquez (Felipe IV en Fraga)
- Bartolomé Esteban Murillo (Autorretrato)
- James McNeill Whistler
- Jan Van Eyck (La Virgen y el Niño con donante)
- Johannes Vermeer (tres obras)
- Ingres (Retrato de Louise de Broglie, condesa de Haussonville)

## Galería de imágenes

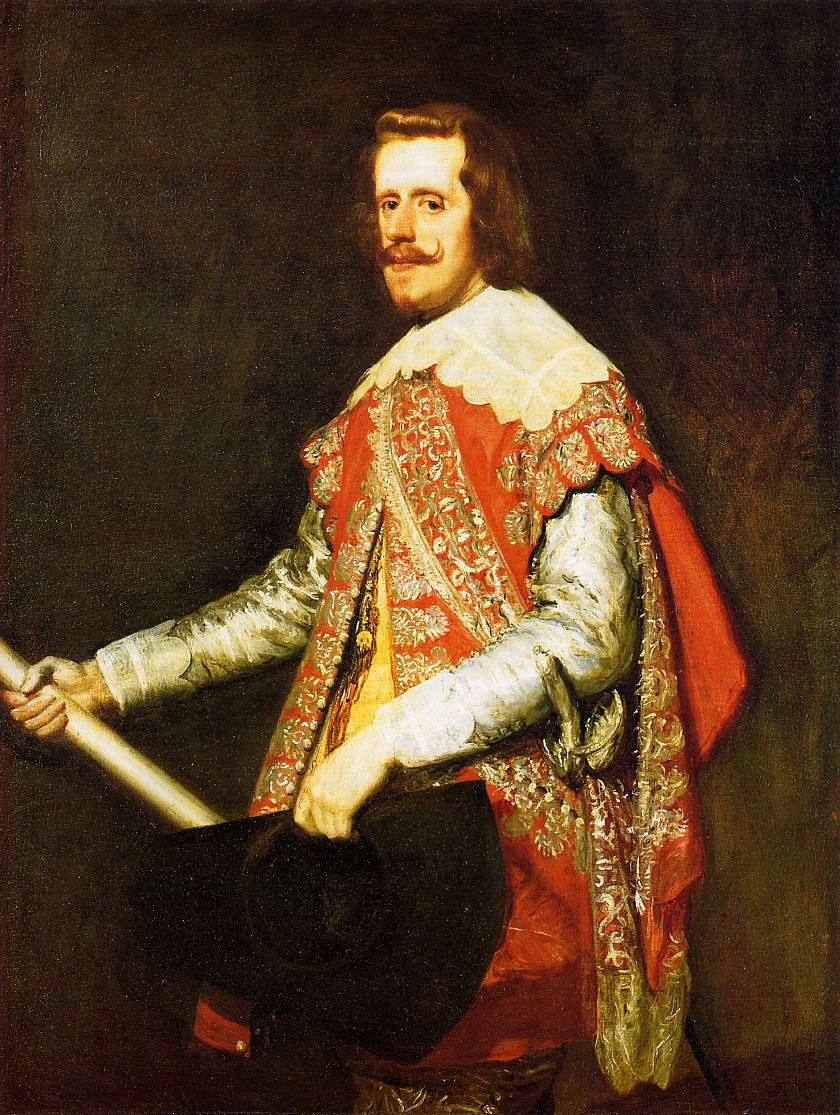
Velázquez, Felipe IV en Fraga
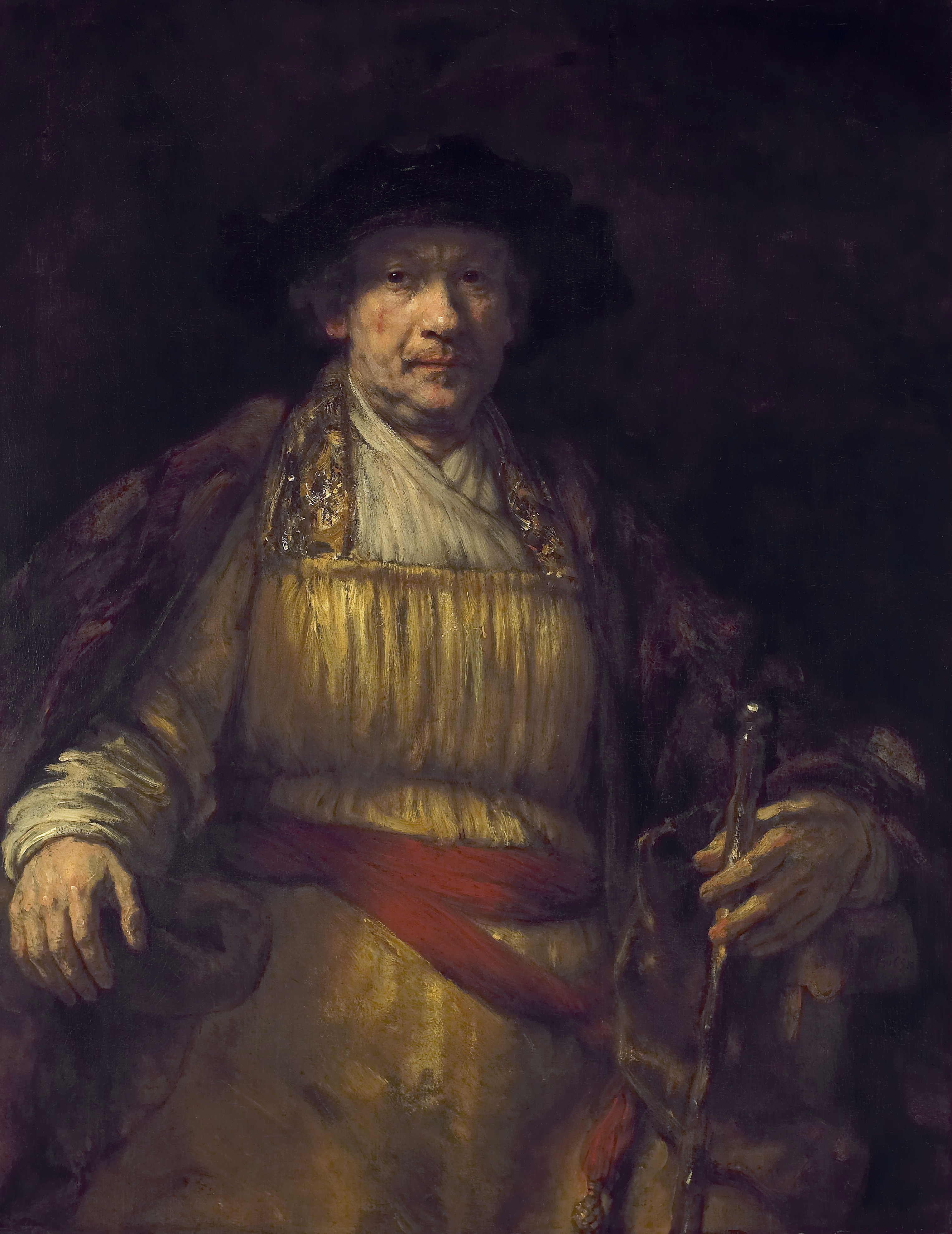
Rembrandt, Autorretrato con bastón
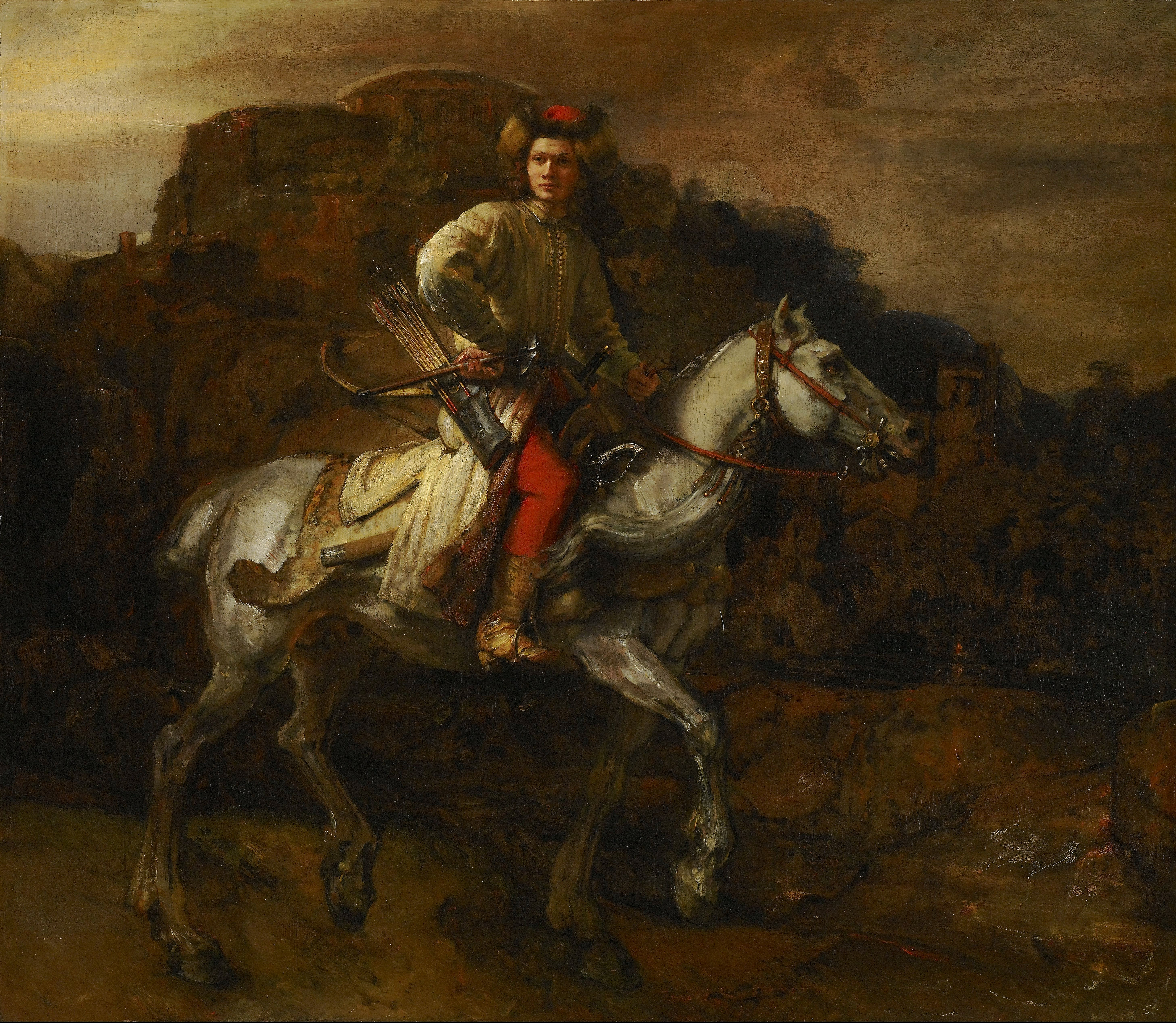
Atribuido a Rembrandt, El jinete polaco
Barna da Siena, Cristo llevando la cruz
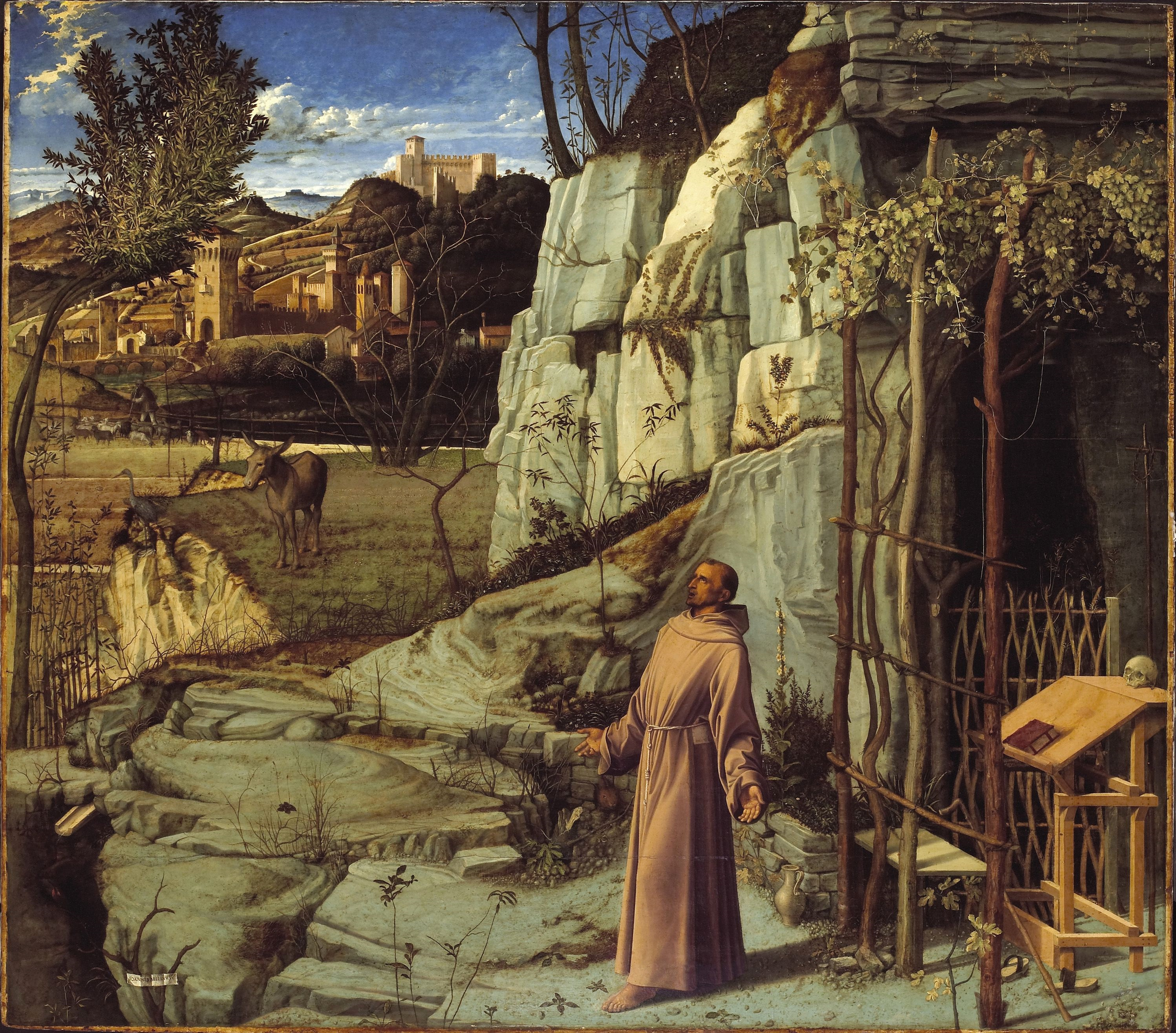
Giovanni Bellini, San Francisco en éxtasis
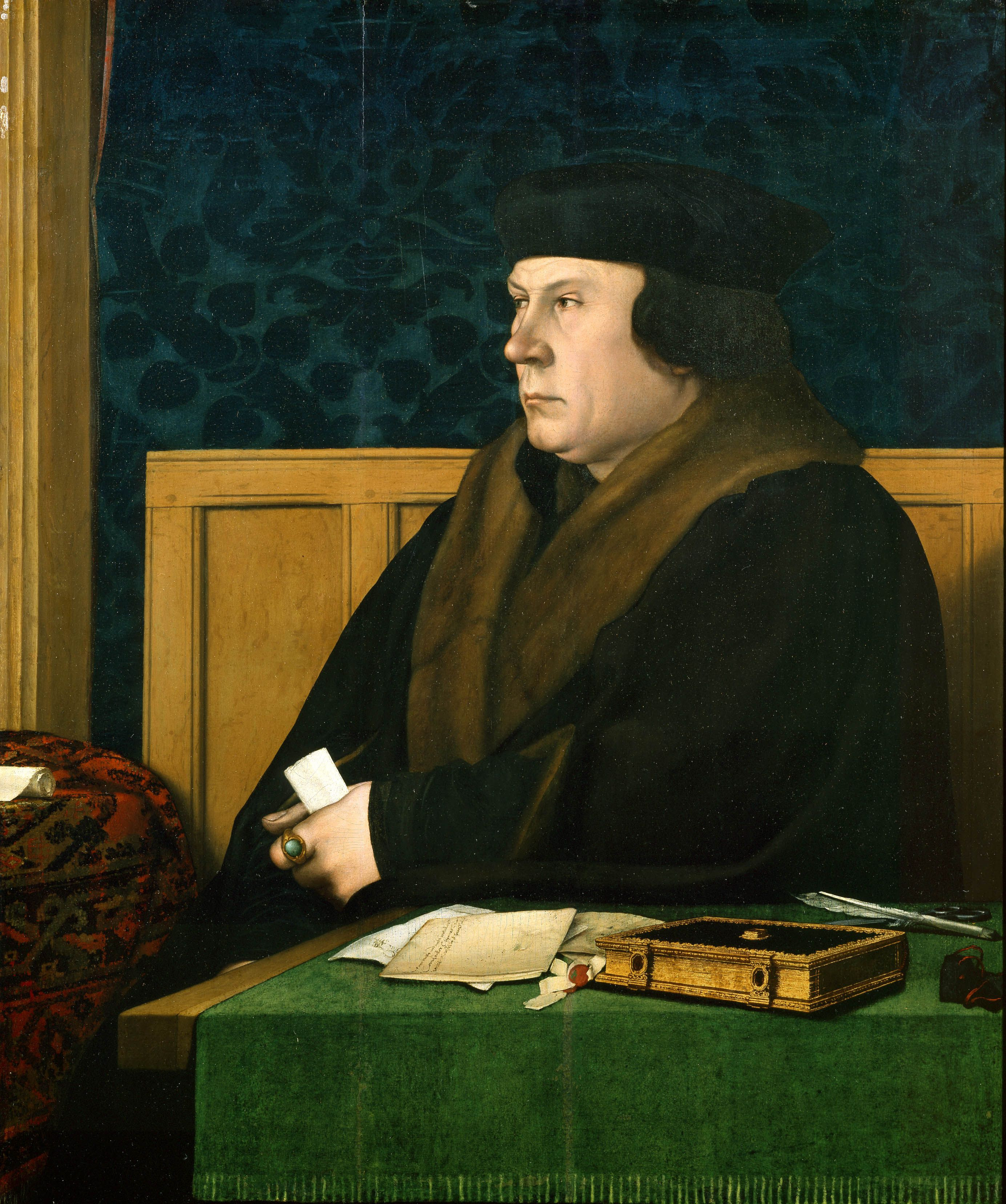
Hans Holbein el Joven, Retrato de Thomas Cromwell
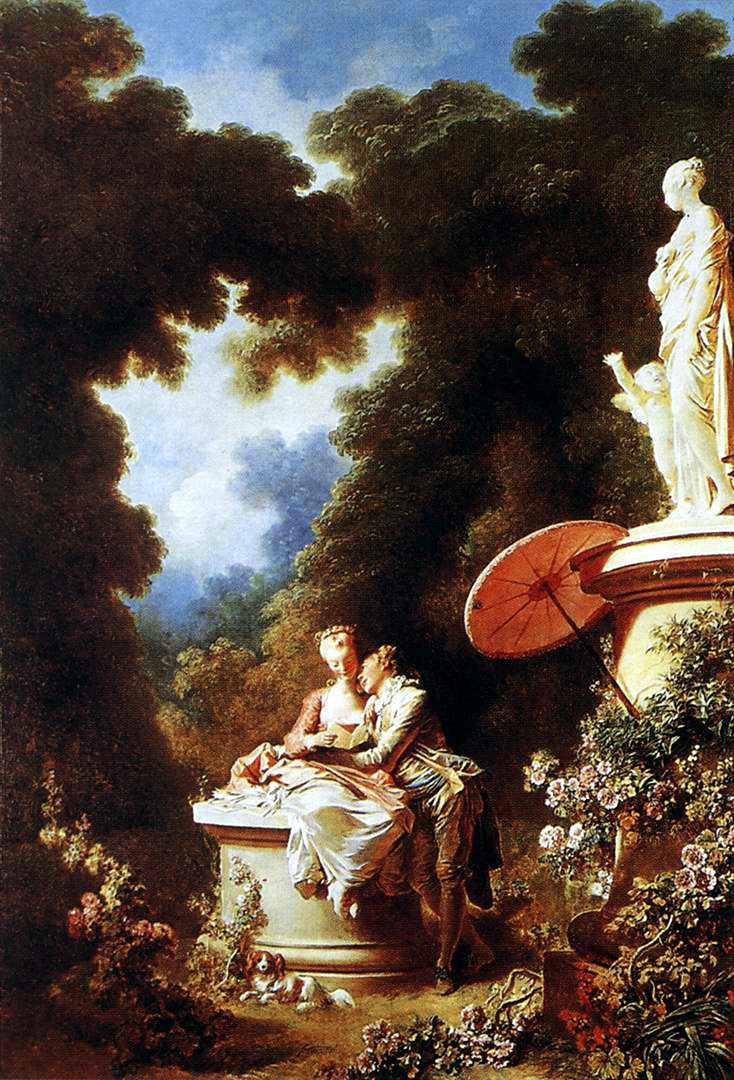
Fragonard, Confesión de amor
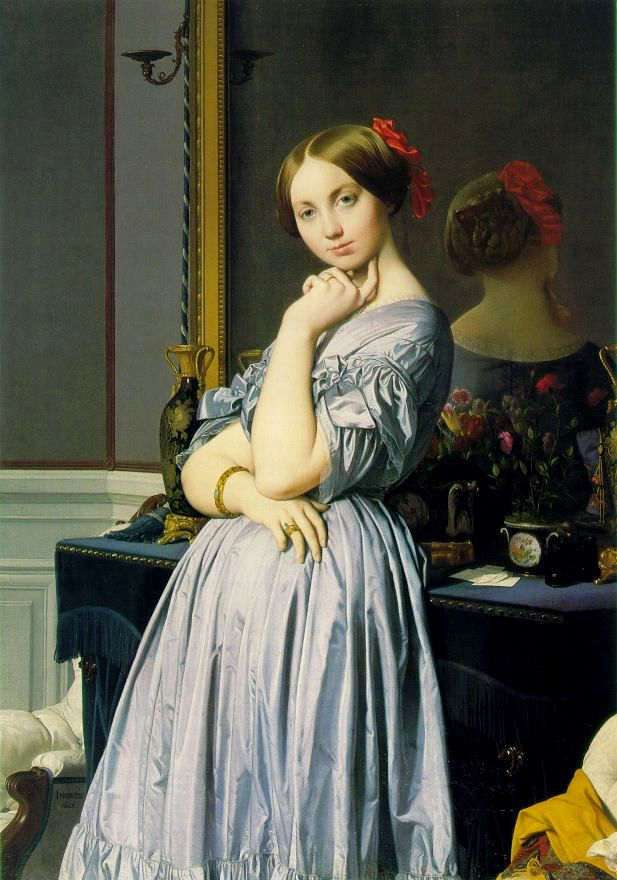
Ingres, Retrato de Louise de Broglie, condesa de Haussonville
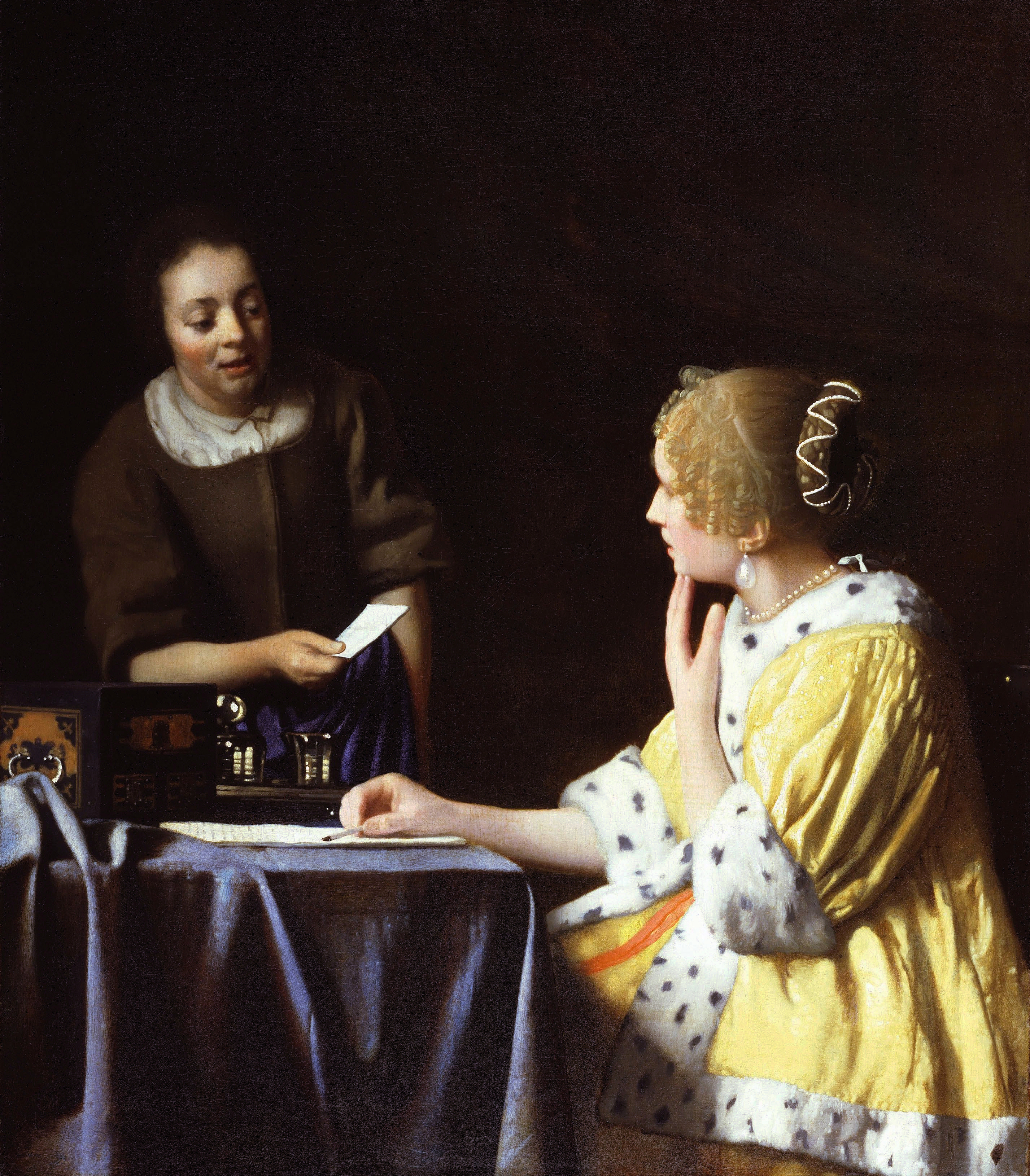
Vermeer, Dama con criada y carta
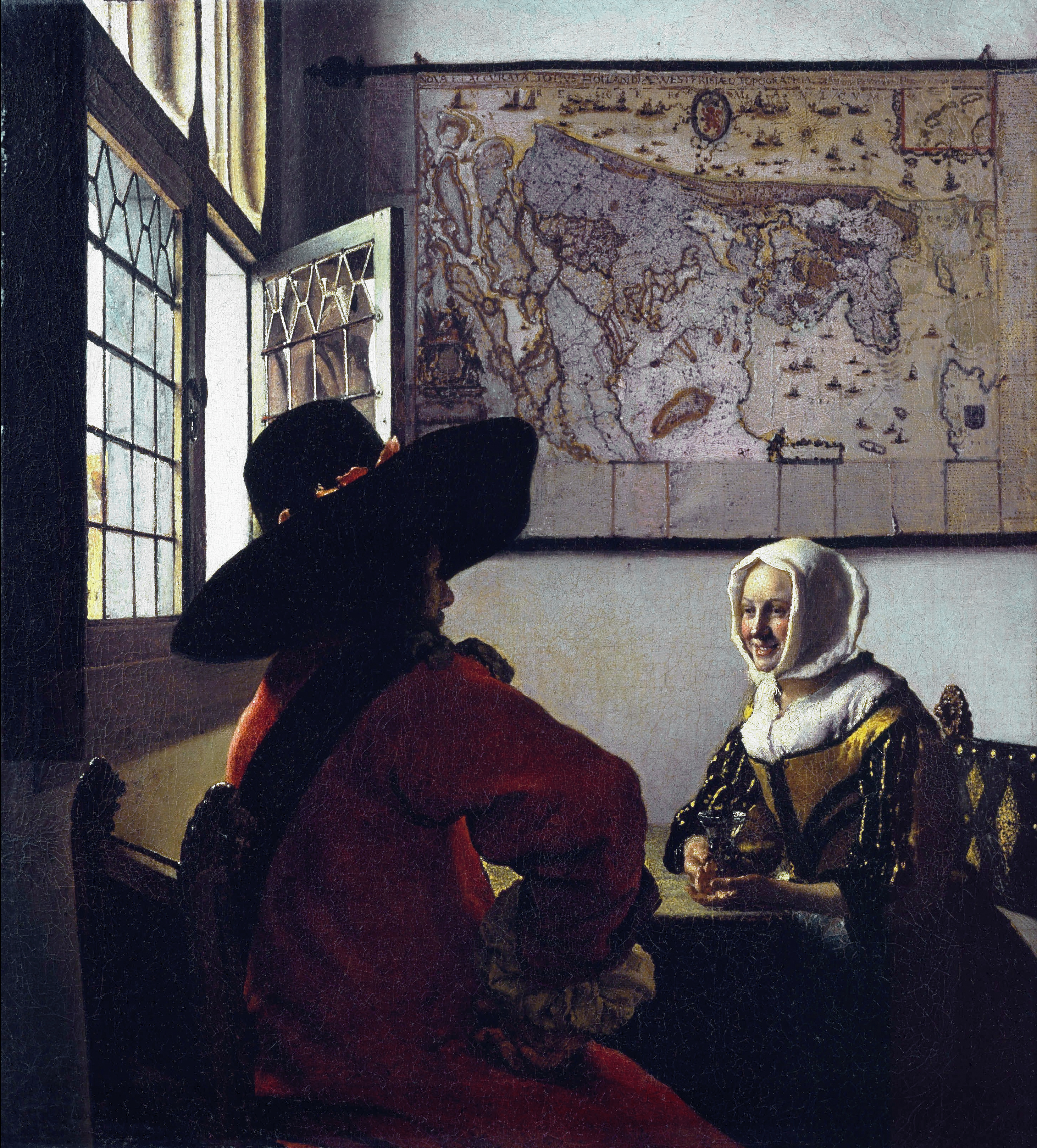
Vermeer, Conversación
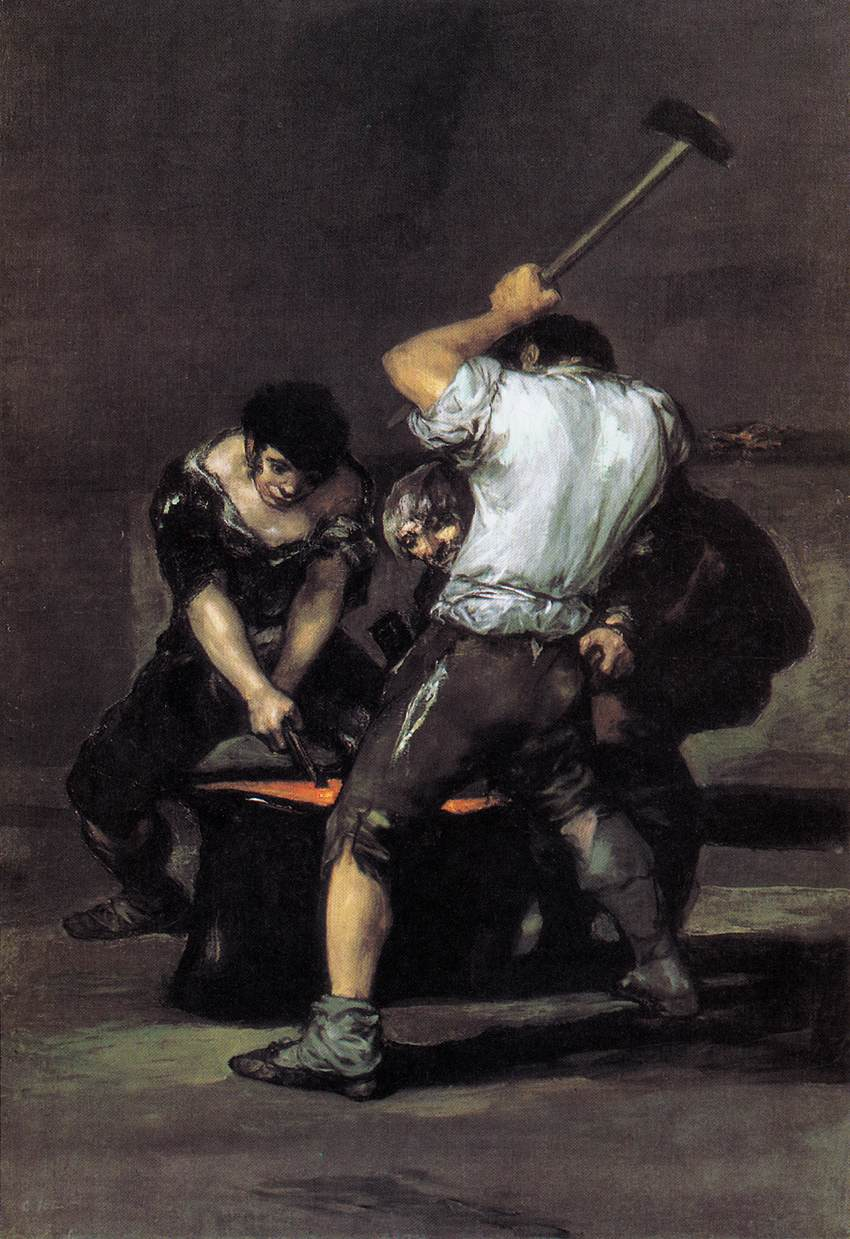
Goya, La forja
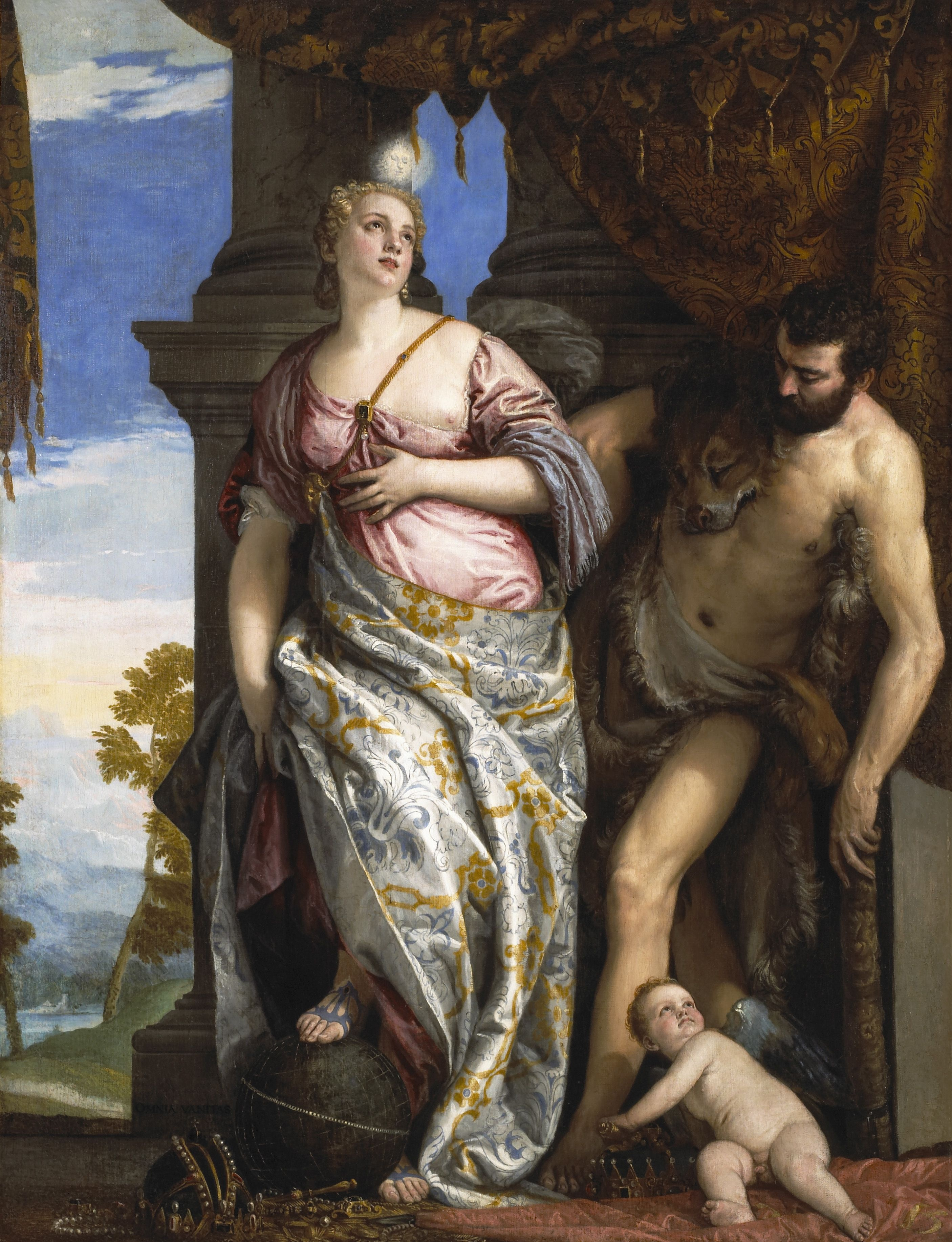
Veronés, Alegoría de la sabiduría y la fuerza
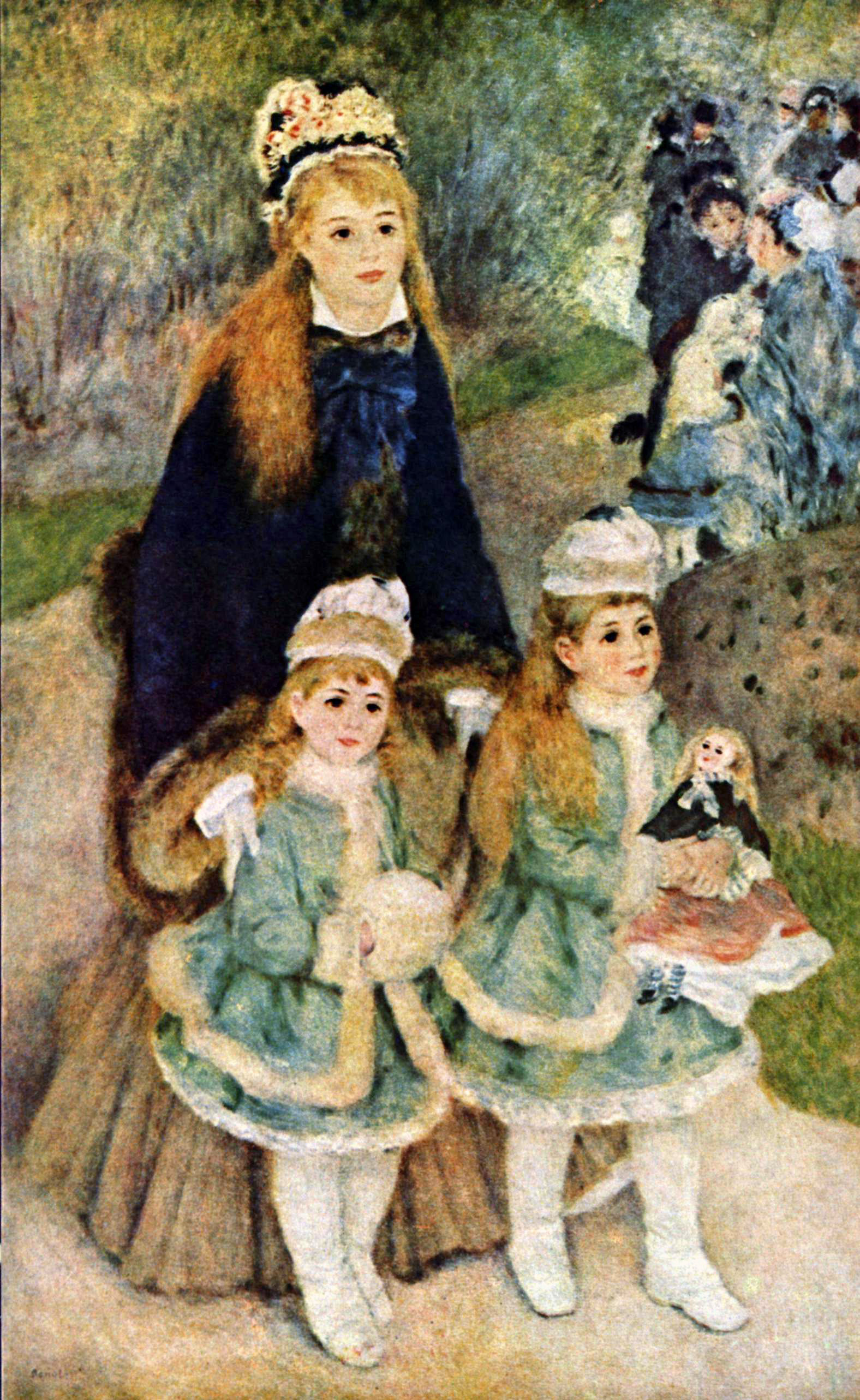
Renoir, Niñas en un jardín
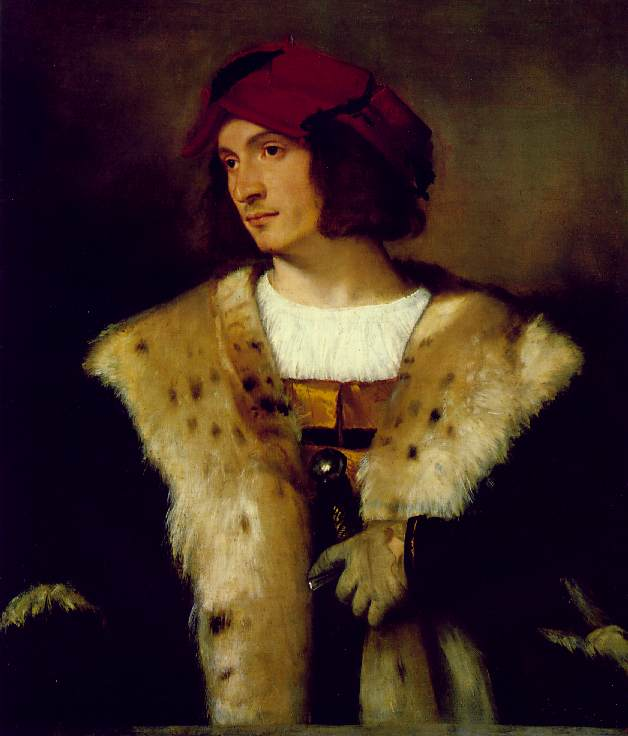
Tiziano, Retrato de caballero con sombrero rojo
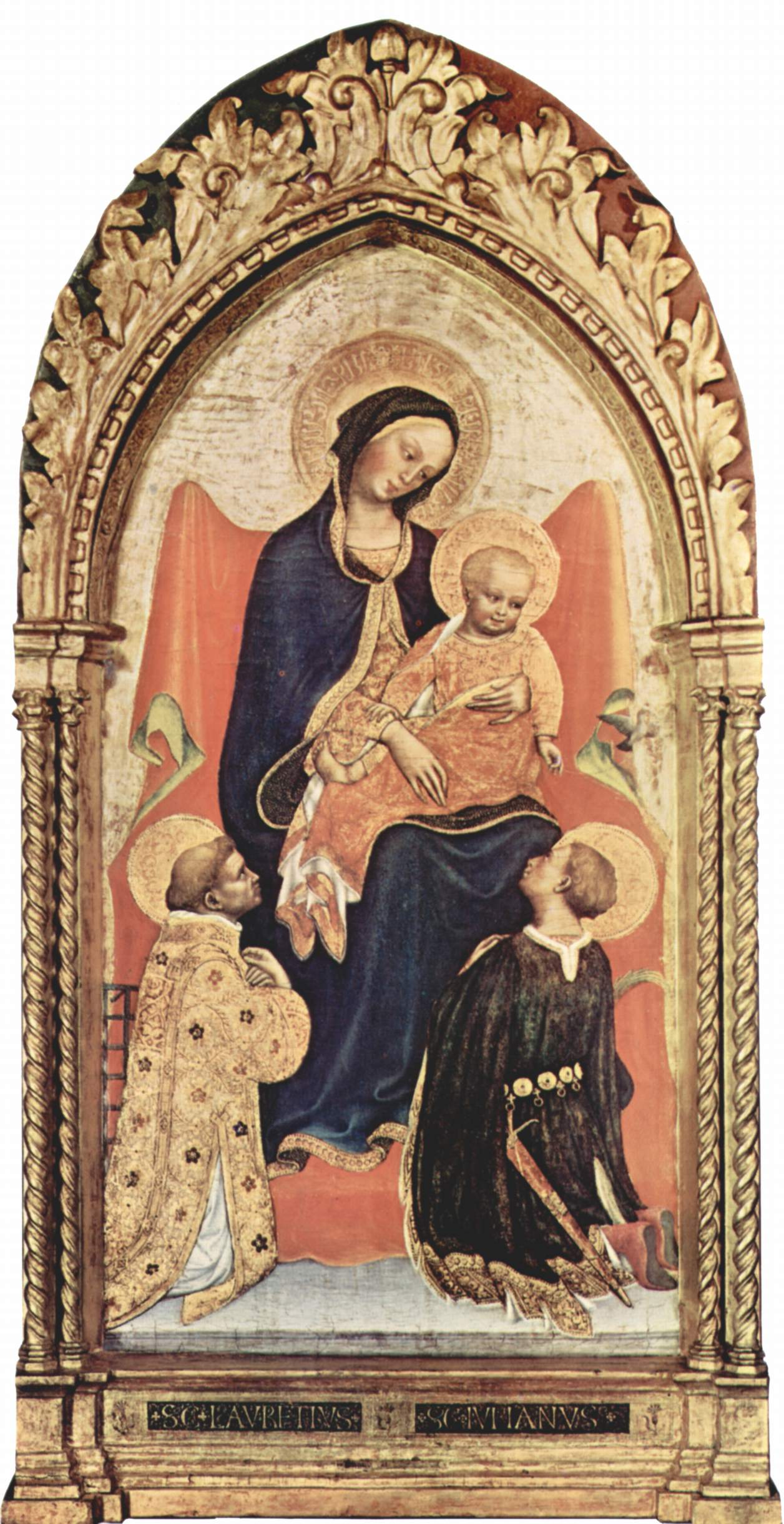
Gentile da Fabriano, La Virgen con el Niño, san Lorenzo y san Juliano
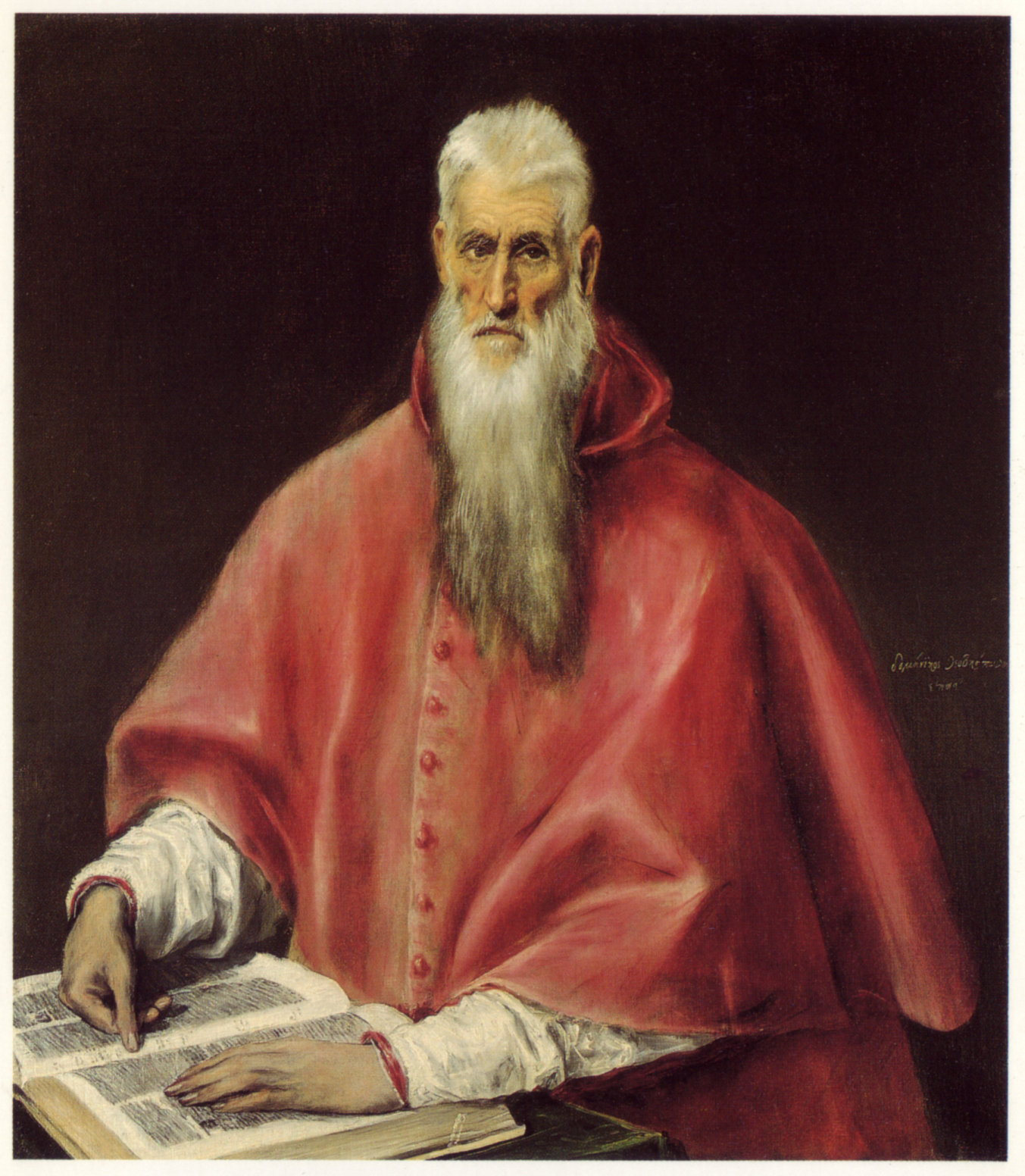
El Greco, San Jerónimo como cardenal
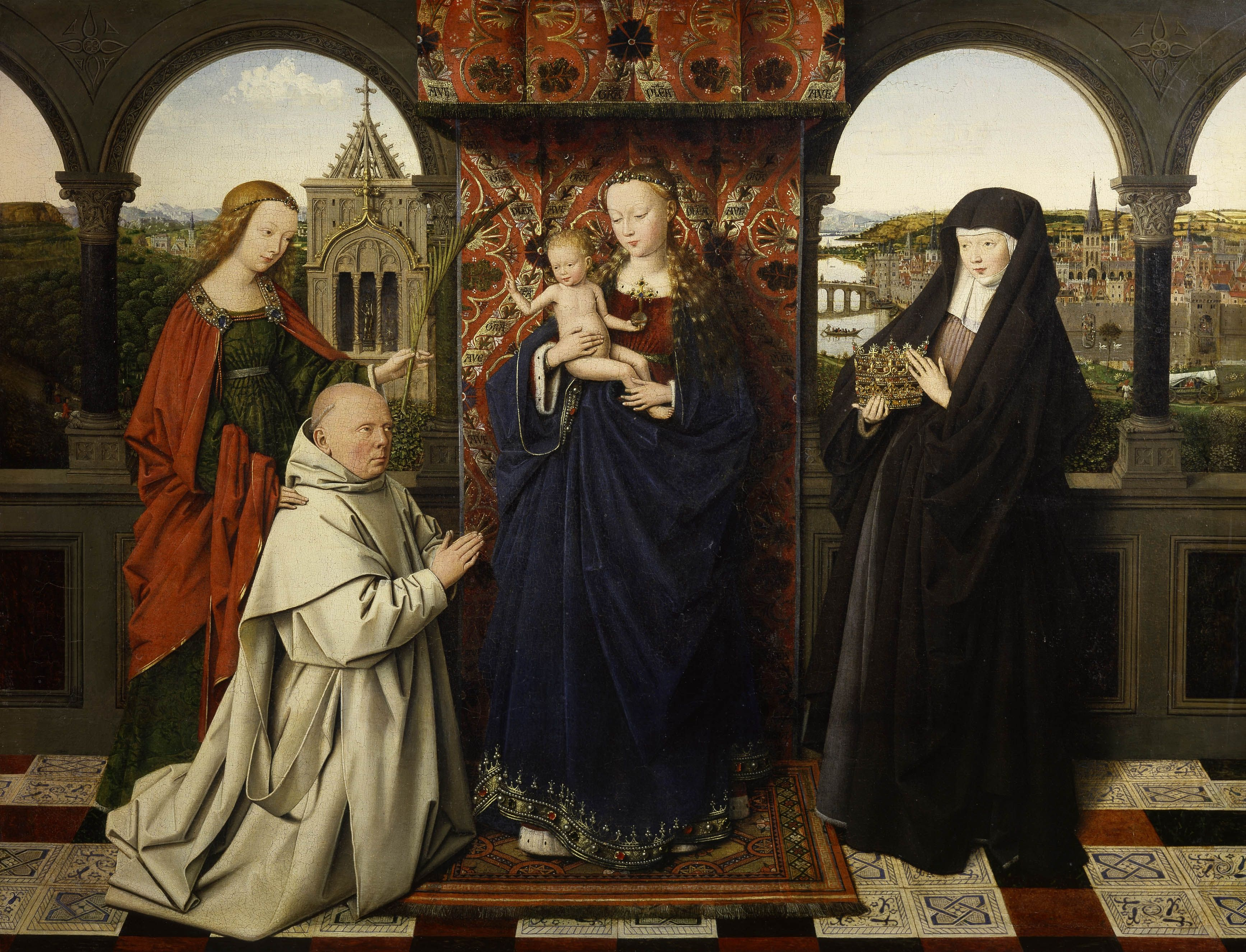
Jan van Eyck, La Virgen con el Niño, santas y donante cartujo
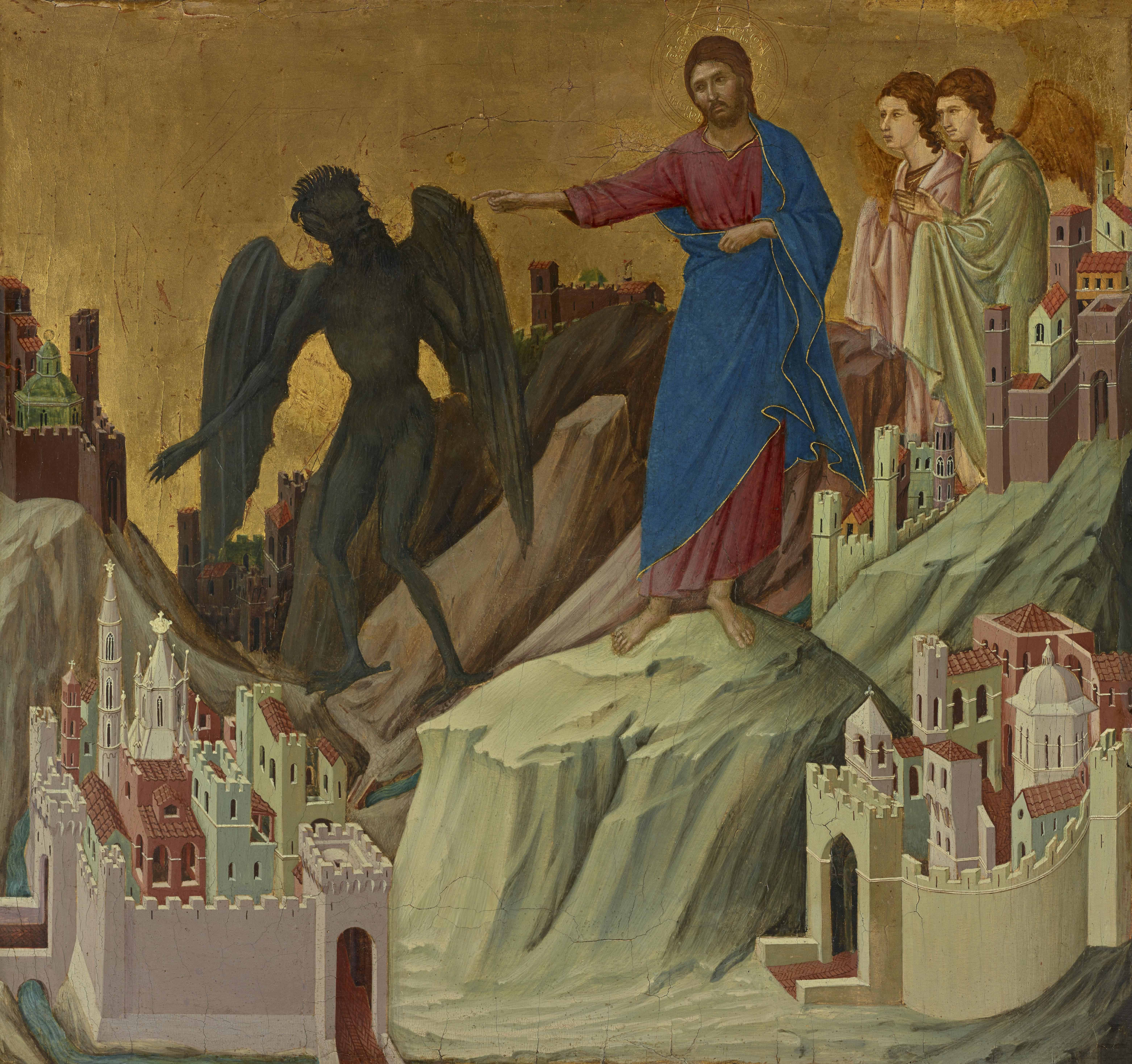
Duccio, Cristo expulsando a Lucifer
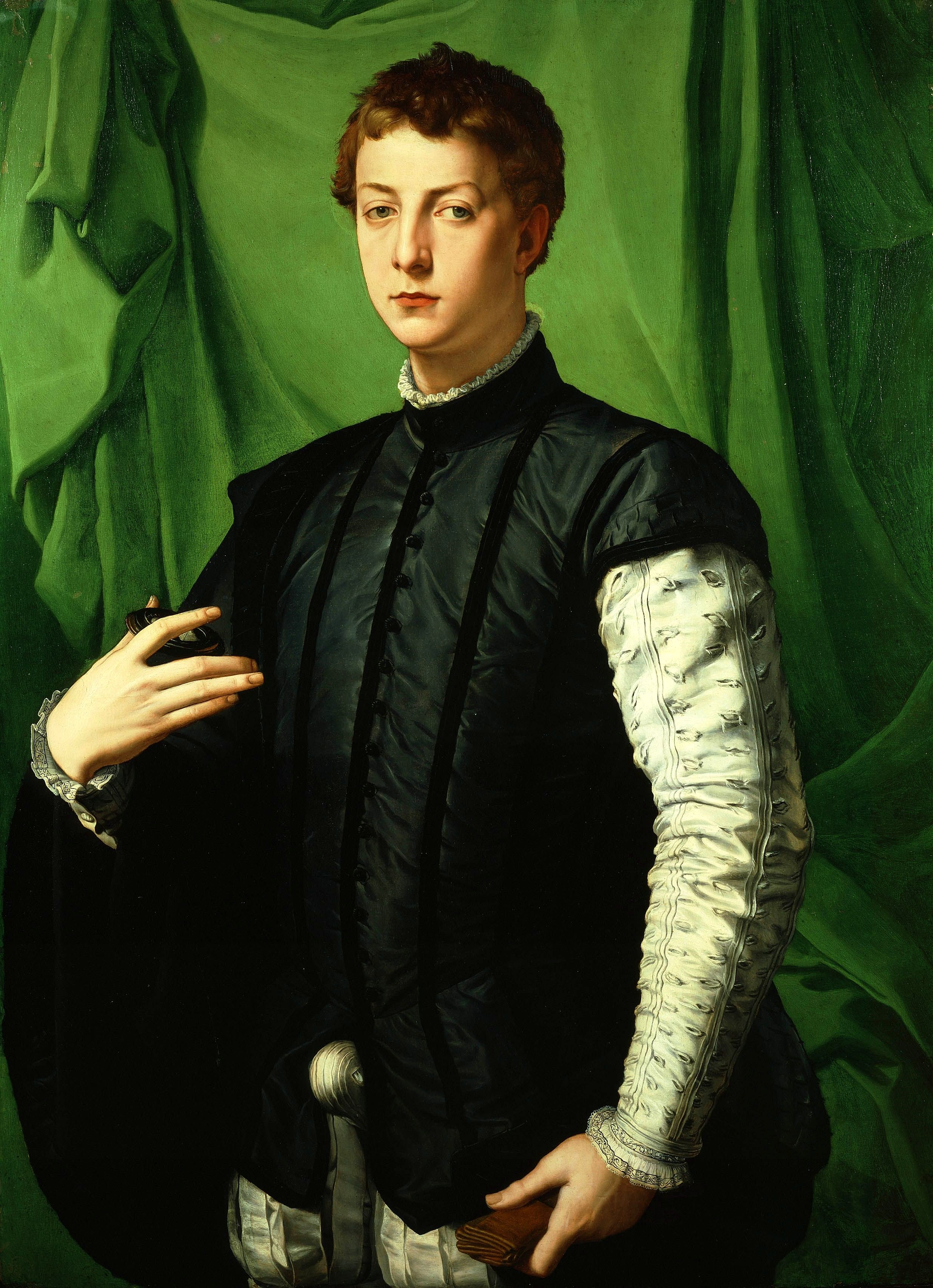
Bronzino, Retrato de Lodovico Capponi

## Relatos de ficción
- El edificio de la Colección Frick sirvió de inspiración a la mansión de Los Vengadores, que como la colección Frick cubre todo un bloque en la ciudad en la esquina de la Quinta Avenida con la Calle 70 Oeste (aunque la dirección es Quinta Avenida, 890).

- Aunque en ningún momento se lo menciona directamente, es el escenario del atentado que moviliza toda la trama de la novela El jilguero, de Donna Tartt, ganadora del Premio Pulitzer de Ficción 2014. Se deduce que es el edificio porque la ficticia secuencia de explosiones tiene lugar el último día de la muestra itinerante de la Galería Real de Pinturas Mauritshuis; el protagonista, Theodore Decker escapa con vida llevándose la pintura de Fabritius que da título a la novela.

- Asimismo, es escenario del encuentro del protagonista de "El jinete polaco", novela de Antonio Muñoz Molina, con el cuadro homónimo de Rembrandt, conservado efectivamente en esta casa-museo.